# ビーンバッグ弾

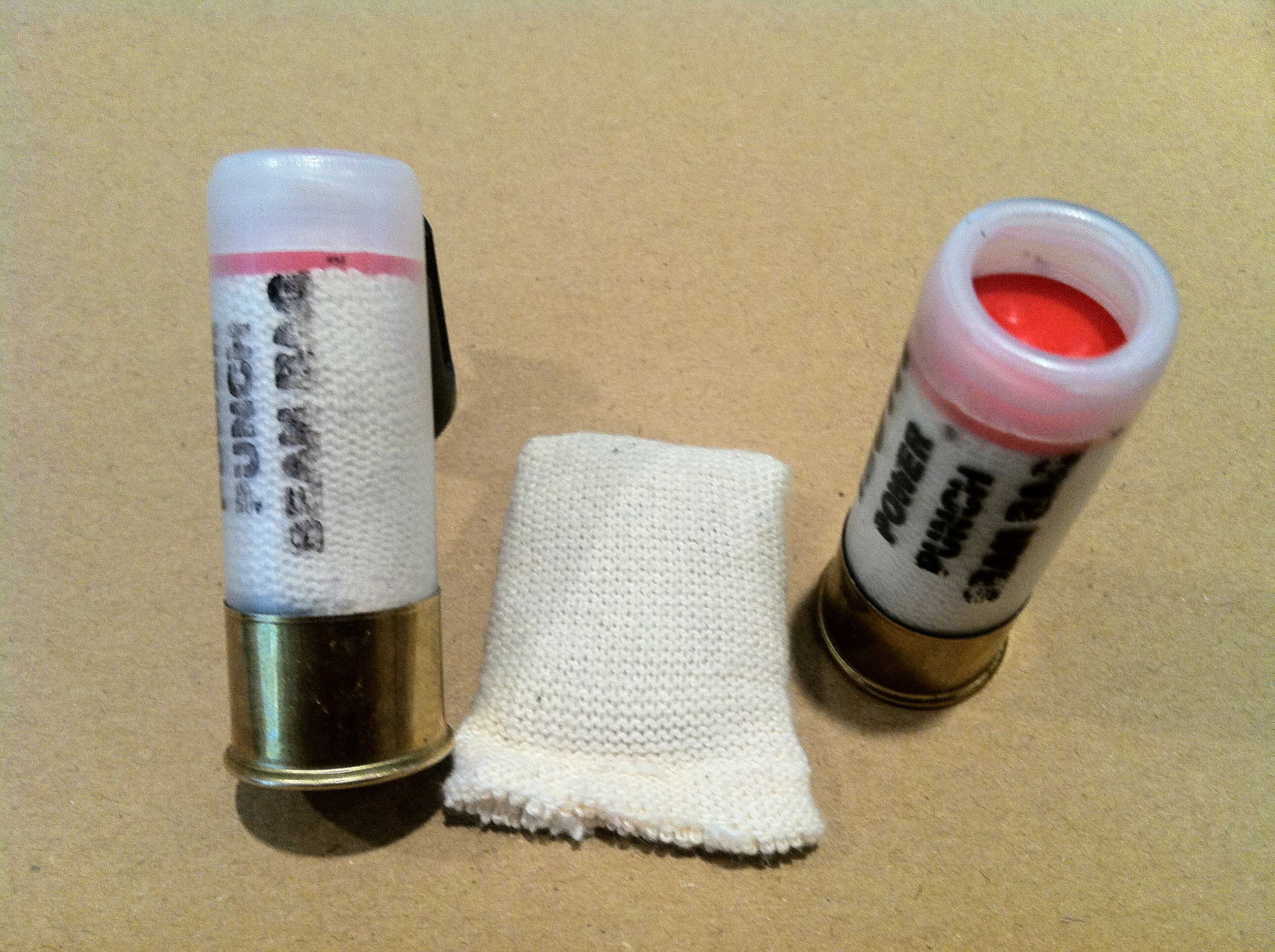
発砲される前のビーンバッグ弾（左右の2個）と発射体（中央の1個）

ビーンバッグ弾（ビーンバッグだん、bean bag round、ビーンバッグラウンド、布袋弾）は、商標名のフレキシブルバトンラウンド（flexible baton round）とも呼ばれ、暴徒鎮圧用に散弾銃（ショットガン）から発射される弾丸。 

## 概要
ビーンバッグ弾は、お手玉（bean bag）のような形状をした弾薬で、小さな布の「枕」に、重さ約40グラム (1.4 oz)の9番（直径2.1 mm)の鉛粒が詰めてある。通常の12番のショットガンから発射される。発射されると、バッグはおよそ70〜90 ｍ/s（230〜300 ft/s)の速さで射出され、飛行中に広がって、標的の6 cm2（1 sq. in）以上の範囲に衝撃を与える。衝撃は、長期的な外傷を最小限に抑え、貫通しないように調整されているが、筋肉のけいれんなどの反応を引き起こして暴徒の動きを一時的に止めることができる。この弾は約6メートル (20 ft) 以上の射程で命中精度が落ち、最大射程は約 20メートル (70 ft)である。1970年代初頭に運用開始されてからの変更点としては、120 m/s から90 m/s への弾速の低下、「枕」の形状を正方形からより丸みを帯びた靴下形への変更、がある。 
ビーンバッグ弾専用となった散弾銃は、利用者が不注意で致命的な弾薬を装填する危険を減らすために、ひと目でわかるよう黄色や緑色のマーキングや鮮やかなオレンジ色の銃床（ストック）によって改造される。

## 利用

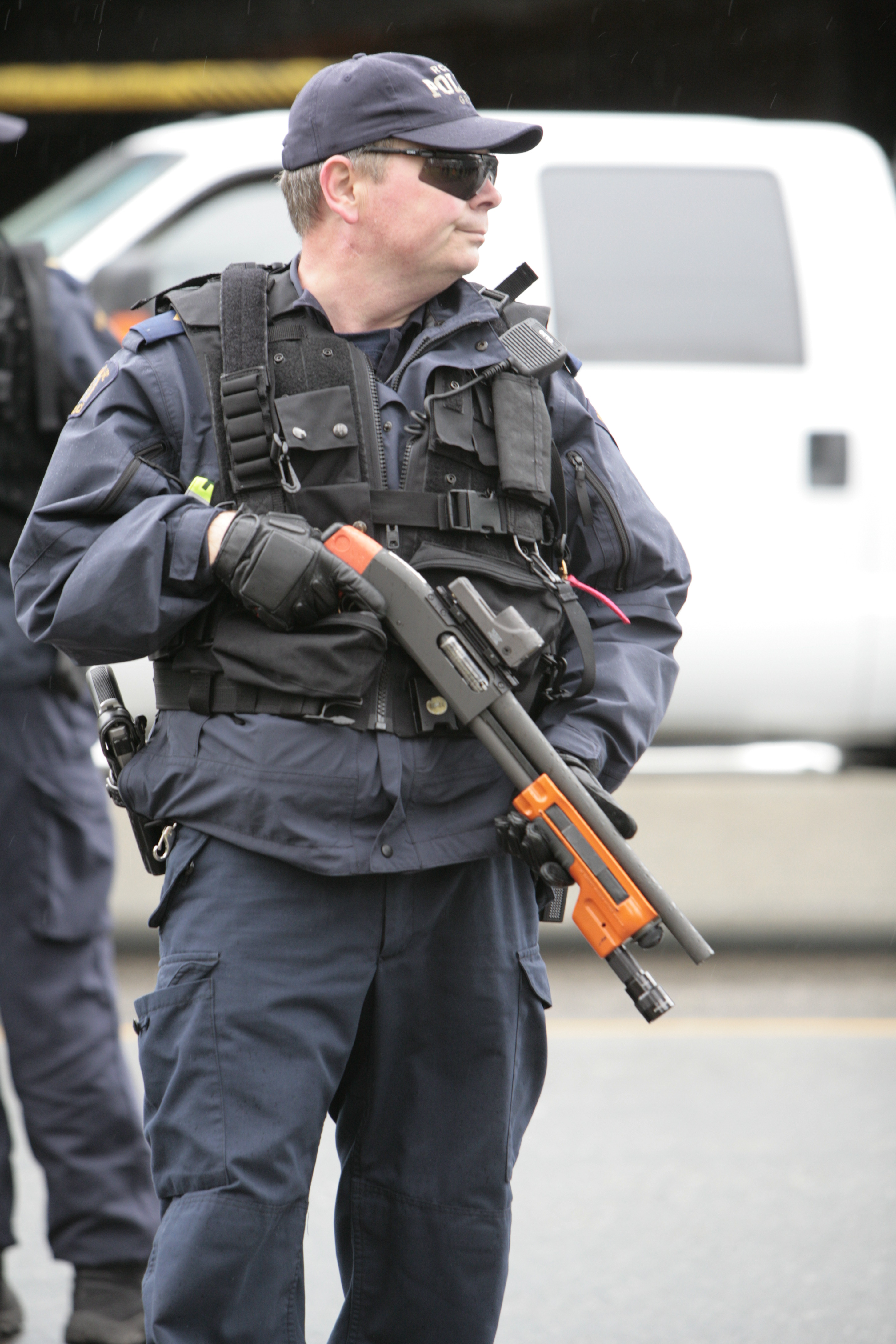
2010年、ビーンバッグ弾用の散弾銃で武装したRCMPの警察官

ビーンバッグ弾は、対象が本人や周囲の人にとって危険であるが、直接の脅威ではなく、これに対して致命的な力を使うべきではない場合に使用される。典型的な例は刃物を持った自殺志願者である。 ビーンバッグ弾は、対象を殺すことなく動きを封じることを意図している。
2019年6月12日、香港の2019年逃亡犯条例改正案に対するデモ（en:2019 Hong Kong anti-extradition bill protests）で香港警察が用いたことで、救護隊の女性の右目に命中し、永久失明したと報道された。

## 危険性
ビーンバッグ弾は、多種多様な方法で重傷を負わせたり殺害する可能性がある。 米国での導入以来、1年に1人ほどの死亡を引き起こしている。弾が胸に当たると肋骨を折り、折れた肋骨が心臓に至ることがある。頭部に当たると鼻が折れる、喉頭がつぶれる、あるいは首や頭蓋骨が折れることさえある。これが、ビーンバッグ弾を使用するとき、多くの場合四肢を狙うように教えられる理由である。腹部に当たると、内出血を引き起こしたり、腹腔神経叢を損傷して呼吸や心拍を乱させることがあるが、一般的に他のほとんどの領域より安全である。他のショットガンの弾をビーンバッグ弾と「間違えた」結果として死亡に至ることがある。 
2013年に、イリノイ州パークフォレストで、95歳の男性がビーンバッグ弾で警察に撃たれたが、検死により腹膜炎で死亡したことが示された。